# Giovanni Borelli

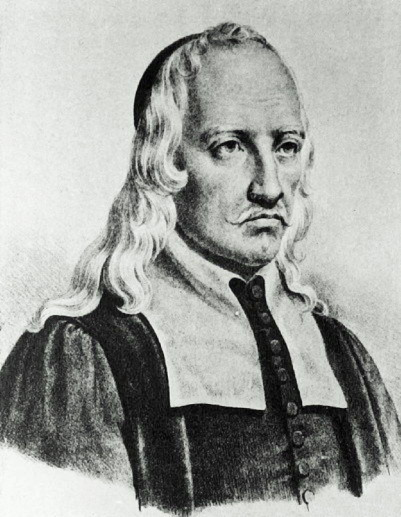
Giovanni Alfonso Borelli

Giovanni Alfonso Borelli (Napels, 28 januari 1608 - Rome, 31 december 1679) was een  Italiaans fysioloog, wiskundige en natuurkundige.
Hij schreef het boek De motu animalium, waarin hij spieren en spierbewegingen van dieren analyseerde. Dit boek is na zijn dood gepubliceerd en luidde het begin in van de biomechanica.
Naast biomechanica heeft Borelli ook zich ook verdiept in de beweging van de planeten in het zonnestelsel.

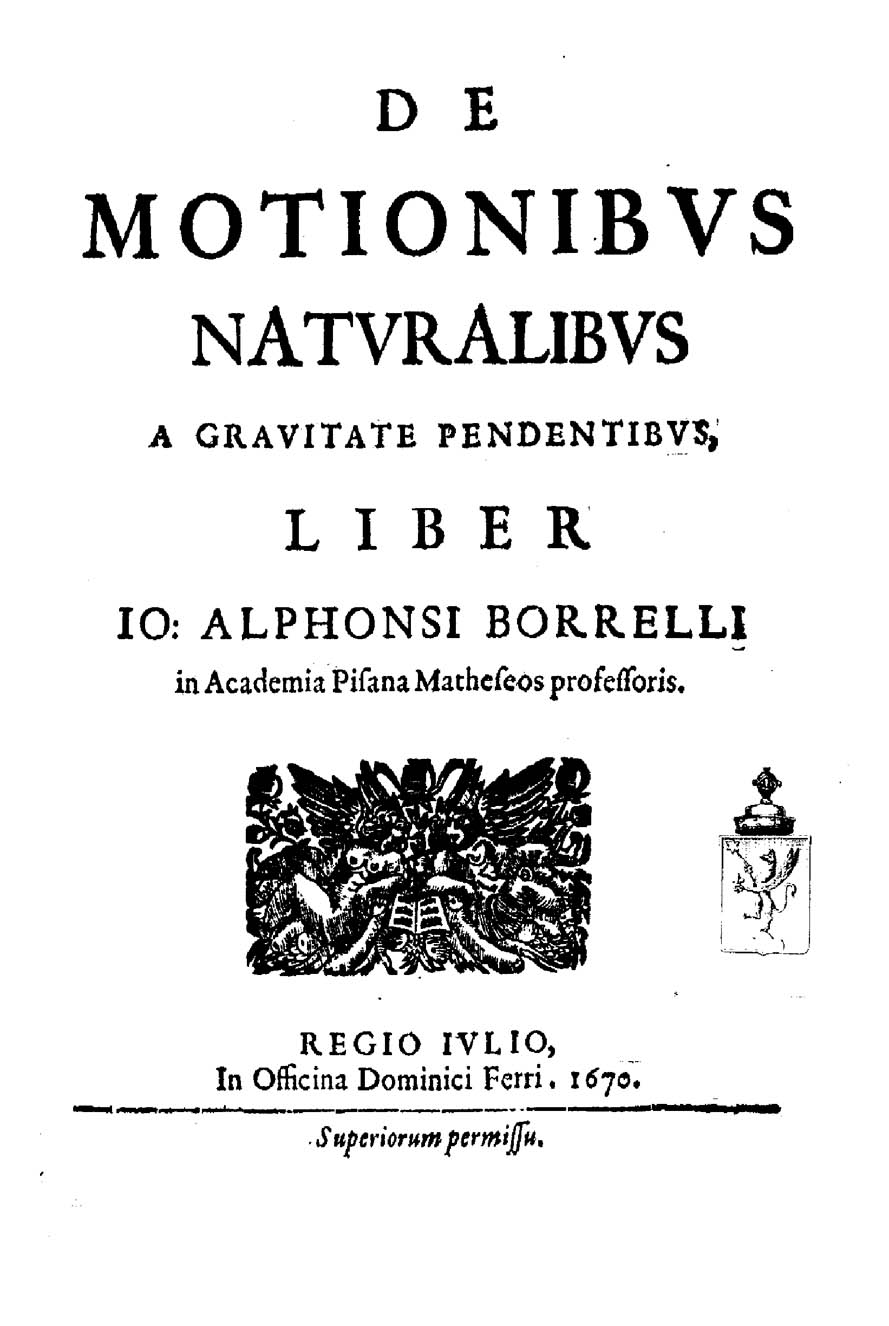
De motionibus naturalibus a gravitate pendentibus, 1670